# КрАЗ-7133
КрАЗ-7133 — семейство четырёхосных капотных и бескапотных крупнотоннажных грузовых автомобилей-шасси грузоподъёмностью 21...27 тонн производства Кременчугского автомобильного завода с колёсной формулой 8х4 и спаренными колесами двух задних мостов. Предназначен для монтажа различных конструкций. Является моделью семейства четвёртого поколения автомобилей КрАЗ.

## История создания
В 1984 году на основе КрАЗ ЧР-3130 разработали гражданский КрАЗ Е 6305 с колёсной формулой 8х4, спаренными колесами задних мостов и кабиной от КрАЗ Е 6316 (двигатель ЯМЗ-8421 мощностью 290 л. с.).
В 1988 году представили гражданское заднеприводное шасси КрАЗ 3Е 6305 с кабиной перед двигателем, двумя поворотными передними осями, колёсной формулой 8х4 и двигателем ЯМЗ-8421 (360 л. с.).
В 2004 году начался серийный выпуск КрАЗ-7133 8х4 с капотной кабиной от КрАЗ-6510, двигателем ЯМЗ-238ДЕ2 (Евро-2) мощностью 330 л. с. и минимальным внешним габаритным радиусом поворота шасси 13 м, что возможно благодаря поворотной первой и второй осям. Их поздние версии оснащались двигателем ЯМЗ-6583.10 (Евро-3) мощностью 360 л. с.
В декабре 2015 года был создан новый КрАЗ-7233С4 8х4 с новой бескапотной кабиной Renault Kerax и двигателем ЯМЗ-653.10 (Евро-4; -5) мощностью 420 л. с.  Автомобиль дебютировал 30 декабря 2015 года.
В июле 2019 года представили бескапотное шасси КрАЗ-7233В4-600 с двигателем Weichai WP12 400e40 объёмом 11596 куб. см мощностью 400 л. с. и Ford-Ecotorg экологического класса Евро-5; -6 объёмом 8990 куб. см мощностью 362 л. с. Двигатель агрегатирован со сцеплением MFZ-430 и 9-ст. механической коробкой передач 9ЈЅ200ТА.

## Модификации
- КрАЗ-7133Н4 — базовая модель, капотное шасси грузоподъёмностью 23,5 тонны.
- КрАЗ-7133Р4 — автобетоносмеситель на шасси КрАЗ-7133Н4.
- КрАЗ-7133С4-021 (Тип 1) — самосвал на шасси КрАЗ-7133Н4 грузоподъёмностью 21 тонна и объёмом платформы 14 м3.
- КрАЗ-7133С4-030 (Тип 2) «Бригадир» — самосвал на шасси КрАЗ-7133Н4 грузоподъёмностью 22 тонны и объёмом платформы 20 м3.
- КрАЗ-7233С4 — бескапотный самосвал грузоподъёмностью 27 тонн и объёмом платформы 20 м3.
- КрАЗ-7233Н4 — бескапотное шасси грузоподъёмностью 27 тонн.
- КрАЗ-7233В4-600 — бескапотное шасси с колёсной формулой 8х4, кабиной производства Hubei Qixing (модель PW21) со спальным местом, и двигателем Weichai WP12, 400 л. с. или Ford-Ecotorg  (Евро-6), 362 л. с.